# Nubar Terziyan

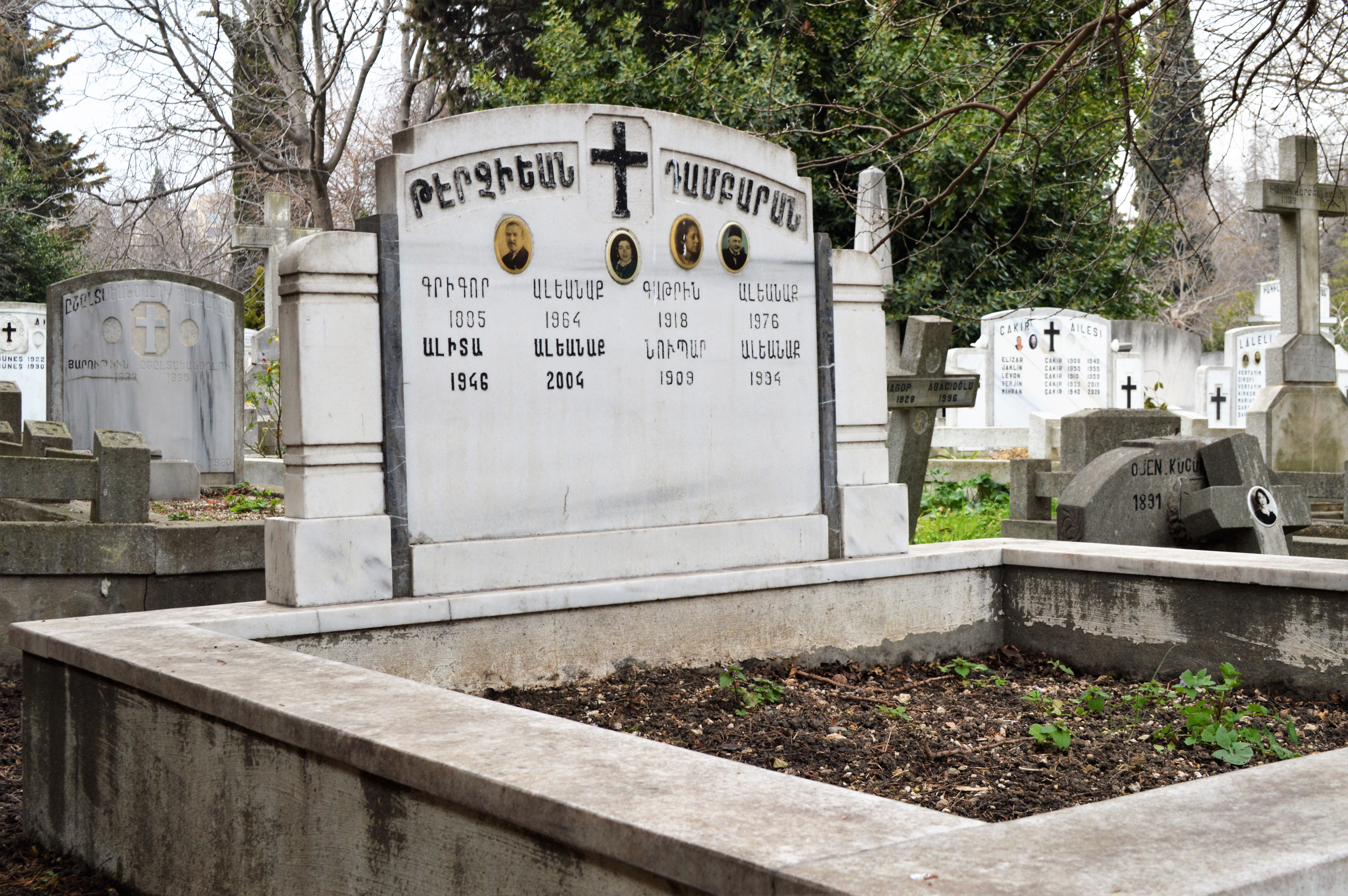
Nubar Terziyans Grab auf dem armenischen Friedhof Balikli in Istanbul

Nubar Terziyan (* März 1909 in Istanbul; † 14. Januar 1994 ebenda; amtlich: Nubar Alyanak) war ein türkischer Schauspieler armenischer Abstammung.

## Biografie
Der ethnische Armenier Nubar Terziyan nahm nach 1935 den Familiennamen Alyanak an (vgl. Familiennamensgesetz). Er besuchte das Bezazyan Ermeni Lisesi (Armenisches Gymnasium Bezazyan) in Bakırköy. Im Jahre 1940 begann er seine Schauspielerkarriere, 1949 hatte er seine erste Hauptrolle in einer Adaption von Hüseyin Rahmi Gürpınars Efsuncu Baba. Er spielte in Hunderten von Filmen und mehreren Fernsehsendungen.
Nachdem er 1990 seine Schauspielerkarriere beendet hatte, erhielt er am 14. Januar 1993 einen "Emek Ödülü" und wurde mit dem "Yaşam Boyu Başarı Ödülü" (1993–1994) des Ankara Uluslararası Film Festivali ausgezeichnet. Er starb im Alter von 84 Jahren und liegt auf dem Balıklı-Friedhof begraben.

## Opfer von Rassismus
Im Jahre 1979 drückte Terziyan in einer Anzeige in mehreren Zeitungen sein Beileid über den Tod des Filmschauspielers Ayhan Işık aus. Die Anzeige bezeichnete Işık und Terziyan als Sohn und Onkel - Anrede für einen Jüngling und einen Älteren, die nicht verwandt sind. Kurz darauf wurde Işıks Familie wegen der Möglichkeit einer Verwandtschaft von Ayhan Işık mit einem Armenier eingeschüchtert und bedroht. Die Familie gab in der Presse eine Gegendarstellung heraus und konstatierte, dass es keinerlei Verbindungen zwischen Terziyan und Işık gebe.

## Filmografie
- 1951: İstanbul Çiçekleri
- 1951: İstanbul'un Fethi
- 1952: Ankara Ekspresi
- 1952: Edi ile Büdü
- 1952: Edi ile Büdü Tiyatrocu
- 1952: İngiliz Kemal Lawrense Karşı
- 1952: Kanun Namına
- 1952: Kızıltuğ - Cengiz Han
- 1953: Çalsın Sazlar, Oynasın Kızlar
- 1953: Katil
- 1953: Öldüren Şehir
- 1953: Soygun
- 1954: Beyaz Cehennem
- 1954: Kaçak
- 1954: Salgın
- 1954: Son Baskın
- 1955: Artık Çok Geç
- 1955: Dağları Bekleyen Kız
- 1955: İlk ve Son
- 1956: Beş Hasta Var
- 1956: İntikam Alevi
- 1956: Zeynebin İntikamı
- 1957: Bir Avuç Toprak
- 1958: Beraber Ölelim
- 1958: Kumpanya
- 1959: Düşman Yolları Kesti
- 1959: Gurbet
- 1959: Kalpaklılar
- 1959: Kırık Plak
- 1959: Ömrümün Tek Gecesi
- 1960: Aliii
- 1960: Kırık Kalpler
- 1960: Satın Alınan Adam
- 1960: Talihsiz Yavru
- 1960: Yeşil Köşkün Lambası
- 1961: Allah Cezanı Versin Osman Bey
- 1961: Aşktan da Üstün
- 1961: Dolandırıcılar Şahı
- 1961: İki Aşk Arasında
- 1961: Küçük Hanımefendi
- 1961: Mahalleye Gelen Gelin
- 1961: Özleyiş
- 1961: Rüzgar Zehra
- 1961: Şafakta Buluşalım
- 1962: Ayşecik Yavru Melek
- 1962: Biz de Arkadaş mıyız?
- 1962: Cilalı İbo Rüyalar Aleminde
- 1962: Ekmek Parası
- 1962: Hayat Bazen Tatlıdır
- 1962: Kıyma Bana Güzelim
- 1962: Küçük Hanım Avrupa'da
- 1962: Küçük Hanımın Şoförü
- 1962: Külhan Aşkı
- 1962: Sokak Kızı
- 1962: Ver Elini İstanbul
- 1963: Adanalı Tayfur
- 1963: Arka Sokaklar
- 1963: Badem Şekeri
- 1963: Barut Fıçısı
- 1963: Hop Dedik
- 1963: İki Gemi Yanyana
- 1963: Kahpe
- 1963: Kelepçeli Aşk
- 1963: Yaralı Aslan
- 1964: Abidik Gubidik
- 1964: Affetmeyen Kadın
- 1964: Hızır Dede
- 1964: Katilin Kızı
- 1964: Kimse Fatma Gibi Öpemez
- 1964: Koçum Benim
- 1964: Kral Arkadaşım
- 1964: Macera Kadını
- 1964: Tophaneli Osman
- 1964: Yılların Ardından
- 1965: Bekri Mustafa
- 1965: Ekmekçi Kadın
- 1965: Elveda Sevgilim
- 1965: Fakir Gencin Romanı
- 1965: Komşunun Tavuğu
- 1965: Prangalı Şehzade
- 1965: Şaka ile Karışık
- 1965: Sana Layık Değilim
- 1965: Satılık Kalp
- 1965: Şeker Hafiye
- 1965: Seven Kadın Unutmaz
- 1965: Sevinç Gözyaşları
- 1965: Şeytanın Kurbanları
- 1965: Tamirci Parçası
- 1965: Tatlı Yumruk
- 1965: Uzakta Kal Sevgilim
- 1966: Affet Sevgilim
- 1966: Akşam Güneşi
- 1966: Avare Kız
- 1966: Ayrılık Şarkısı
- 1966: Babam Katil Değildi
- 1966: Beyoğlu Esrarı
- 1966: Düğün Gecesi
- 1966: Efkârlıyım Abiler
- 1966: Geceler Yarim Oldu
- 1966: İdam Mahkumu
- 1966: Kara Tren
- 1966: Kenarın Dilberi
- 1966: Meleklerin İntikamı
- 1966: Seher Vakti
- 1966: Siyah Gül
- 1966: Suçsuz Firari
- 1966: Vur Emri
- 1967: Ayrılık Saati
- 1967: Bekâr Odası
- 1967: Cici Gelin
- 1967: Çifte Tabancalı Damat
- 1967: Deli Fişek
- 1967: Hırçın Kadın
- 1967: Kara Duvaklı Gelin
- 1967: Kardeş Kavgası
- 1967: Kelepçeli Melek
- 1967: Ölümsüz Kadın
- 1967: Sefiller
- 1967: Sinekli Bakkal
- 1967: Yarın Çok Geç Olacak
- 1967: Zehirli Çiçek
- 1968: Ana Hakkı Ödenmez
- 1968: Aşka Tövbe
- 1968: Aşkım Günahımdır
- 1968: Benim de Kalbim Var
- 1968: ertli Pınar
- 1968: Funda
- 1968: Gül ve Şeker
- 1968: İngiliz Kemal'in Oğlu
- 1968: Kâtip
- 1968: Paydos
- 1968: Sabah Yıldızı
- 1968: Sevemez Kimse Seni
- 1968: Tahran Macerası
- 1969: Ağlama Değmez Hayat
- 1969: Aysel Bataklı Damın Kızı
- 1969: Boş Çerçeve
- 1969: Çingene Aşkı Paprika
- 1969: Dağlar Kızı Reyhan
- 1969: Galatalı Fatma
- 1969: Hayat Kavgası
- 1969: İki yetime
- 1969: Kapıcının Kızı
- 1969: Osmanlı Kartalı
- 1969: Son Mektup
- 1970: Ağlayan Melek
- 1970: Ah Müjgan Ah
- 1970: Birleşen Yollar
- 1970: Bütün Aşklar Tatlı Başlar
- 1970: Cilalı İbo Avrupa'da
- 1970: Erkeklik Öldü mü Abiler
- 1970: İşler Karışık
- 1970: Küçük Hanımefendi
- 1970: Paralı Askerler
- 1970: Seven Ne Yapmaz
- 1970: Son Günah
- 1970: Son Kızgın Adam
- 1970: Tatlı Hayal
- 1970: Yavrum
- 1970: Yılan Kadın
- 1970: Zeyno
- 1971: Ateş Parçası
- 1971: Bebek Gibi Maşallah
- 1971: Bin Bir Gece Masallari
- 1971: Cambazhane Gülü
- 1971: Cilalı İbo Teksas Fatihi
- 1971: Fatoş Sokakların Meleği
- 1971: Melek mi, Şeytan mı?
- 1971: Ölmeyen Adam
- 1971: Oyun Bitti
- 1971: Saraylar Meleği
- 1971: Satın Alınan Koca
- 1971: Sevdiğim Uşak
- 1971: Solan Bir Yaprak Gibi
- 1971: Unutulan Kadın
- 1971: Yumurcağın Tatlı Rüyaları
- 1972: Acı Kader
- 1972: Afacan Harika Çocuk
- 1972: Bir Garip Yolcu
- 1972: Bir Pınar Ki
- 1972: Çile
- 1972: Fatma Bacı
- 1972: Kopuk
- 1973: Anneler Günü
- 1973: Aşk Mahkumu
- 1973: Bir Demet Menekşe
- 1973: Çaresizler
- 1973: Çilgin kiz ve üç süper adam
- 1973: Dikiz Aynası
- 1973: Güllü Geliyor Güllü
- 1973: İkibin Yılın Sevgilisi
- 1973: Öksüzler
- 1973: Soyguncular
- 1973: Tatlım
- 1974: Arap Abdo
- 1974: Ayrı Dünyalar
- 1974: Kısmet
- 1974: Şark Ekspresinde Cinayet
- 1974: Yaz Bekarı
- 1975: Ah Bu Gençlik
- 1975: Delisin
- 1975: Nöri Gantar Ailesi
- 1976: Ah Bu Gençlik
- 1976: Bodrum Hakimi
- 1976: Sıralardaki Heyecan
- 1977: Bizim Kız
- 1977: Dila Hanım
- 1978: Çilekeş
- 1978: İyi Aile Çocuğu
- 1978: Kara Murat Devler Savaşıyor
- 1978: Vahşi Gelin
- 1979: Ne Olacak Şimdi
- 1980: Zübük
- 1982: Aşkların En Güzeli
- 1982: Kördüğüm
- 1983: Beyaz Ölüm
- 1983: Küçük Ağa
- 1984: Birkaç Güzel Gün İçin
- 1984: Dağınık Yatak
- 1984: Nefret
- 1985: Keriz
- 1987: Dökülen Yapraklar
- 1988: Biz Ayrılamayız
- 1990: Aşk Filmlerinin Unutulmaz Yönetmeni

## Populärkultur
Nubar Terziyan wird in einem Lied der türkischen Sängerin Sezen Aksu mit dem Titel "Kırık Vals" aus ihrem Album Deniz Yıldızı erwähnt.